# Darkest Day of Horror
Darkest Day of Horror är det amerikanska death metal-bandet Morticians fjärde studioalbum. Albumet gavs ut 2002 av skivbolaget Mortician Records i begränsad upplaga och 22 april 2003 av Relapse Records.

## Låtförteckning
1. "Audra" – 3:46
2. "Slowly Eaten" – 0:52
3. "The Bloodseekers" – 1:19
4. "Voodoo Curse" – 3:14
5. "Massacred" – 1:17
6. "Human Puzzle" – 2:08
7. "Chopped to Pieces" – 0:45
8. "Revenge" – 1:44
9. Mangled" – 1:23
10. "Dead and Buried" – 2:38
11. "Darkest Day of Horror" – 2:32
12. "Rampage" – 1:17
13. "Cannibalistic Fiends" – 2:06
14. "Carving Flesh" – 0:46
15. "Ghost House" – 3:37
16. "Vaporized" – 0:26
17. "Pledge Night of Death" – 2:12
18. "Taste for Blood" – 2:00
19. "Disintegrated" – 0:34
20. "The Final Sacrifice" – 5:06

## Medverkande
Musiker (Mortician-medlemmar)
- Will Rahmer – basgitarr, sång
- Roger J. Beaujard – gitarr, trumprogrammering

Produktion
- Matthew F. Jacobson – producent
- Roger J. Beaujard – producent, ljudtekniker
- Will Rahmer – assisterande ljudtekniker
- Orion Landau – omslagsdesign
- Wes Benscoter – omslagskonst
- Frank White – foto